# Steve Walsh (football américain)
Pour les articles homonymes, voir Steve Walsh et Walsh.
(en) Statistiques sur pro-football-reference
Stephen John Walsh (né le 1er décembre 1966) est un joueur américain de football américain évoluant au poste de quarterback pour les Cowboys de Dallas, les Saints de la Nouvelle-Orléans, les Bears de Chicago, les Rams de Saint-Louis, les Buccaneers de Tampa Bay et les Colts d'Indianapolis entre 1989 et 1999.